# Wild Life Sydney Zoo
Wild Life Sydney Zoo is een kleine dierentuin in Sydney in de Australische deelstaat New South Wales. De dierentuin richt zich op inheemse diersoorten. Wild Life Sydney Zoo bevindt zich in een gebouwencomplex aan Darling Harbour naast Sea Life Sydney Aquarium, dat tot dezelfde organisatie behoort.

## Geschiedenis
De dierentuin werd in 2006 geopend als Sydney Wildlife World. In 2011 werd het na verandering van eigenaar onder de huidige naam heropend.

## Beschrijving
Wild Life Sydney Zoo ligt grotendeels binnen met enkele verblijven op de bovenste verdieping in de buitenlucht met een roestvrij staal net als overkapping. De dierentuin is thematisch ingedeeld en de meeste delen bestaan uit een groot gemeenschappelijk verblijf voor zoogdieren en vogels en daarnaast verschillende terraria met reptielen, kikkers en geleedpotigen. Wild Life Sydney Zoo omvat de volgende themadelen:
- de regenwoudhal "Butterfly Tropics" met vlinders, pythons, schildpadden en kikkers
- "Devils Den" met buidelduivels
- "Gumtree Valley" met koala's in het hoofdverblijf
- "Wallaby Cliffs" dat gebaseerd is op de Flinders Ranges met geelvoetrotskangoeroes, wombat en kookaburra's in het hoofdverblijf
- "Daintree Rainforest" dat gebaseerd is op de regenwouden van Queensland met roodpootpademelons en verschillende vogelsoorten zoals de helmkasuaris, satijnblauwe prieelvogel en Australische pitta in het hoofdverblijf
- "Kangaroo Walkabout" is met een oppervlak van 800 m² het grootste verblijf van Wild Life Sydney Zoo met kangoeroes, wallabies, mierenegels en papegaaien
- "Kadadu Gorge" met zeekrokodillen
- "Night Fall" is een nachtdierengedeelte, waar ook de vogelbekdieren zijn ondergebracht